# 무한도전 영동고속도로 가요제
《무한도전 영동고속도로 가요제》는 MBC 《무한도전》에서 2015년에 방송된 〈영동고속도로 가요제〉편에 등장하였던 곡들이 수록 되어 있는 음반이다. 지드래곤, 태양, 아이유, 자이언티, 윤상, 박진영, 혁오가 참여하였다. 이 가요제를 끝으로 무한도전 가요제는 막을 내렸다.

## 개요/배경

### 영동고속도로 가요제
무한도전은 2007년 강변북로 가요제를 시작으로 약 2년을 주기로 가요제를 개최하여, 2009년 올림픽대로 듀엣가요제, 2011년 서해안고속도로 가요제, 2013년 자유로 가요제를 진행해왔는데, 2015년에 5번째 가요제로 개최되었다. 녹화장소는 강원도 평창군 대관령면 알펜시아 리조트 내에 있는 알펜시아 스키점프 경기장의 스키점프대에서 치러졌다.
방송은 2015년 7월 4일 방송 되었던 ‘가면무도회’ 편을 시작으로 8월 22일에 방송된 ’영동고속도로 가요제’ 편까지 총 7편에 걸쳐 방송되었다.

### 공연 순서
| 순서 | 팀명                | 가수                   | 곡명             |
| ---- | ------------------- | ---------------------- | ---------------- |
| 1    | 황태지              | 황광희, 태양, 지드래곤 | 맙소사           |
| 2    | 이유 갓지 않은 이유 | 박명수, 아이유         | 레옹             |
| 3    | 으뜨거따시          | 하하, 자이언티         | 스폰서 ($ponsor) |
| 4    | 상주나              | 정준하, 윤상           | My Life          |
| 5    | 댄싱게놈            | 유재석, 박진영         | I'm so sexy      |
| 6    | 오대천왕            | 정형돈, 혁오           | 멋진 헛간        |

## 곡 목록
| #  | 제목                                                        | 작사                     | 작곡                     | 편곡                                          | 재생 시간 |
| -- | ----------------------------------------------------------- | ------------------------ | ------------------------ | --------------------------------------------- | --------- |
| 1. | 〈맙소사〉 (황태지 (황광희 & 지드래곤 & 태양))              | 지드래곤, Teddy          | 지드래곤, Teddy          | Teddy                                         | 3:11      |
| 2. | 〈레옹〉 (이유 갓지(God-G) 않은 이유 (박명수 & 아이유))     | 아이유                   | 아이유, 이종훈           | 이종훈                                        | 3:21      |
| 3. | 〈스폰서($ponsor)〉 (으 뜨거따시 (하하 & 자이언티)          | 하하, 자이언티)          | 자이언티, KUSH, 서원진   | KUSH, 서원진                                  | 4:05      |
| 4. | 〈My Life (Feat. 효린 of 씨스타)〉 (상주나 (정준하 & 윤상)) | 정준하, 빈지노, 김이나   | OnePiece                 | OnePiece                                      | 3:32      |
| 5. | 〈I'm so Sexy〉 (댄싱게놈 (유재석 & 박진영))                | J.Y Park "The Asiansoul" | J.Y Park "The Asiansoul" | J.Y Park "The Asiansoul", 김승수 & 아르마딜로 | 3:13      |
| 6. | 〈멋진 헛간〉 (5대천왕 (정형돈 & 혁오))                     | 오혁                     | 오혁                     | 혁오                                          | 3:57      |